# Some Might Say
Singles de Oasis
Whatever
(1994) Roll with It
(1995)
Some Might Say est une chanson du groupe de britpop anglais Oasis. La chanson a été écrite par le guitariste-compositeur du groupe Noel Gallagher. C'est le premier single de leur second album, (What's the Story) Morning Glory? (1995). Il s'est classé à la première place des charts la semaine de sa sortie. Some Might Say est un titre jouable dans les deux jeux vidéo Guitar Hero 4: World Tour et la version européenne Guitar Hero On Tour: Decades.

## Composition
La piste a été apparemment inspirée par les Small Faces et T. Rex. Ce fut la dernière chanson de Oasis où l'on pouvait entendre le batteur d'origine Tony McCarroll, qui a été invité à quitter le groupe avant les sessions d'enregistrement principales pour (What's the Story) Morning Glory? lorsque les tensions entre McCarroll et les frères Gallagher étaient à leur comble. Le reste des titres de l'album est donc joué par Alan White à la batterie. Oasis a interprété la chanson sur deux épisodes de l'émission Top of the Pops, la première étant la dernière représentation de McCarroll avec le groupe et la seconde étant la première avec White.

## Artwork
La pochette de l'album est une photographie, prise à côté de la gare de Cramford dans le comté de Derbyshire, en Angleterre. C'est le fameux directeur artistique et photographe Brian Cannon. On peut voir ironiquement son père avec une brouette et sa mère avec une serpillière. Liam Gallagher peut être vu sur le pont tandis que Noel tient un arrosoir. Cannon lui-même considère cette photo comme une de ses plus grandes œuvres.

## Clip
La vidéo promo prévue pour la chanson a été annulée en raison du refus de Liam d'y apparaître. Ainsi, une vidéo de remplacement a été bricolée en utilisant des séquences des clips de Cigarettes and Alcohol et la version américaine du clip de Supersonic.
Dans une interview pour la promotion du best-of Stop the Clocks, Noel a déclaré que Some Might Say est la chanson archétypique de Oasis et définit ce qu'est Oasis. Noel a ajouté plus tard dans l'interview que, avec Some Might Say, sa face B, Acquiesce, a aussi été la chanson qui a défini Oasis.
La chanson apparaît donc sur Stop the Clocks, de même que deux des faces-B, Talk Tonight et Acquiesce. Évidemment, cela signifie que les chansons tirées du single Some Might Say est le quatrième élément qui ait fourni le plus de chansons à la compilation, derrière Definitely Maybe, (What's the Story) Morning Glory? et The Masterplan ; et devant Don't Believe the Truth (2 chansons), Standing on the Shoulder of Giants, Heathen Chemistry (1 morceau chacun) et Be Here Now (aucune chanson).

## Personnel
- Liam Gallagher : Chant, tambourin.
- Noel Gallagher : Guitare solo, backing vocals.
- Paul Arthurs : Guitare rythmique.
- Paul McGuigan : Basse.
- Tony McCarroll : Batterie et percussions.

## Liste des titres
Toutes les chansons sont écrites par Noel Gallagher sauf indication contraire.
- Single format CD

1. Some Might Say - 5:28
2. Talk Tonight - 4:21
3. Acquiesce - 4:24
4. Headshrinker - 4:38

- Vinyle 7"

1. Some Might Say - 5:28
2. Talk Tonight - 4:21

- Vinyle 12"

1. Some Might Say - 5:28
2. Talk Tonight - 4:21
3. Acquiesce - 4:24

- Cassette

1. Some Might Say - 5:28
2. Talk Tonight - 4:21

- Single format CD

1. Some Might Say - 5:27
2. Talk Tonight - 4:21
3. Acquiesce - 4:24
4. Headshrinker - 4:39
5. Some Might Say (Démo) - 6:47
6. You've Got to Hide Your Love Away (John Lennon, Paul McCartney) - 2:16

- Single format CD

1. Some Might Say
2. Listen Up
3. Bring It On Down (Live)

## Faces-B
Toutes les faces-B du single ont été incluses dans la compilation The Masterplan. Talk Tonight, est la face-B acoustique chantée par Noel la plus populaire, et est souvent jouée dans la seconde moitié des années 1990. Il a écrit cette chanson lors d'un moment de crise du groupe où Noel avait tout lâché pour partir à San Francisco seul lors de la première tournée du groupe aux États-Unis en automne 1994.
La Face-B Acquiesce est surement la plus connue du groupe, jouée pratiquement à tous les concerts jusqu'à la tournée de Don't Believe the Truth. Elle a été publiée en single en 1998 pour la promotion de la compilation de faces-B The Masterplan dont elle fait partie et dans le maxi Stop the Clocks (EP) pour la promotion du best-of du groupe, Stop the Clocks, où Acquiesce figure également.

## Charts
Position la plus haute dans les charts de l'année 1995 par pays :
- UK Single Charts : 1
- Irish Singles : 3
- Swedish Top 50 : 7